# Svätý Peter
Svätý Peter, ungarisch Szentpéter (slowakisch 1961–1990 „Dolný Peter“; deutsch Sankt Peter, ungarisch auch Komáromszentpéter) ist ein Ort und eine Gemeinde im Okres Komárno des Nitriansky kraj im Südwesten der Slowakei. Zum 31. Dezember 2024 waren 2700 Einwohner zu verzeichnen.

## Geographie

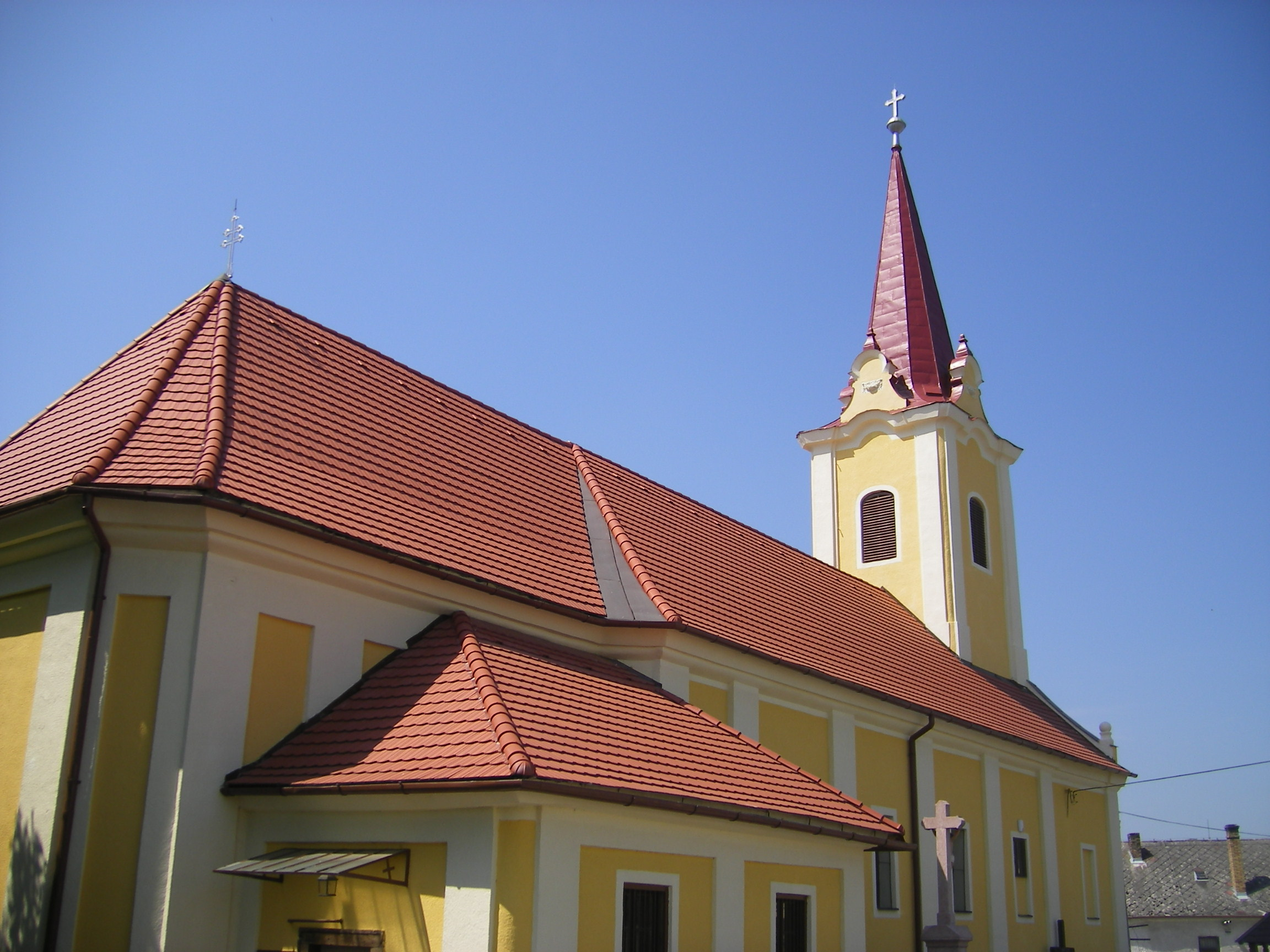
Römisch-katholische Kirche

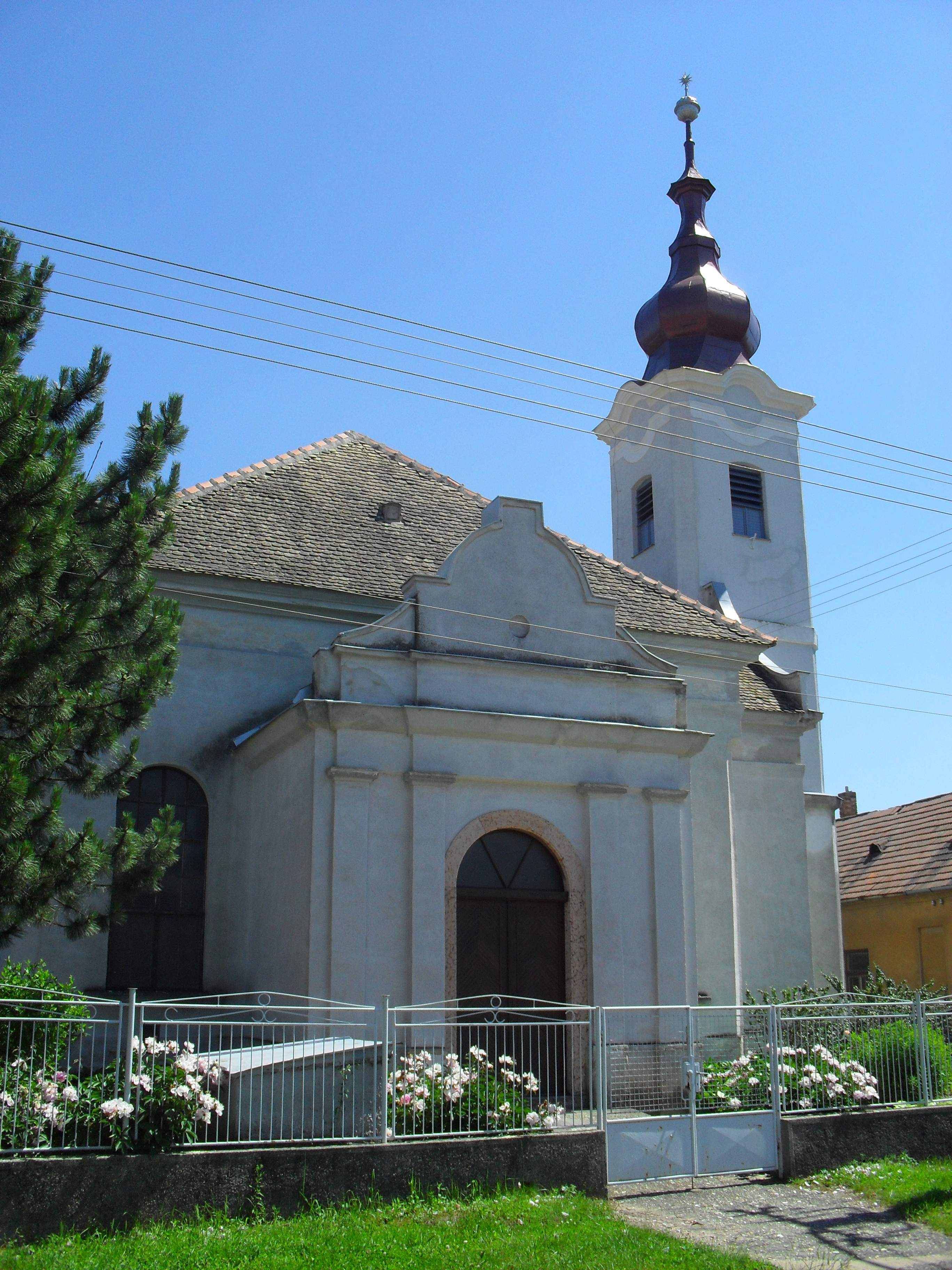
Reformierte Kirche

Die Gemeinde liegt im hügeligen Teil des slowakischen Donautieflands, acht Kilometer von Hurbanovo sowie 15 Kilometer von Komárno entfernt. In den umliegenden Hügeln wachsen einige Robinienwälder und ist z. T. Weinbau angelegt. Des Weiteren bieten die Aueböden eine fruchtbare Basis für die Landwirtschaft.

## Geschichte
Die ältesten archäologischen Funde reichen bis zur Bronzezeit ein, daneben fand man einige Grabstätten der Kelten. Der heutige Ort wurde zum ersten Mal 1332 als Sanctus Petrus schriftlich erwähnt und gehörte zur Burg von Komorn. Seinen Namen bekam der Ort nach der Kirche und Pfarrei, die dem Heiligen Peter geweiht war. Während der Türkenkriege wurde der Ort verwüstet, 1763 dann von einem Erdbeben betroffen. Im 19. Jahrhundert gab es eine Brennerei, am Anfang des 20. Jahrhunderts eine Ziegelei. Neben der Landwirtschaft war die Bevölkerung beschäftigt mit Töpferei und Obstbau.
Bis 1919 gehörte der Ort im Komitat Komorn zum Königreich Ungarn und kam danach zur neu entstandenen Tschechoslowakei. 1938–1945 war er auf Grund des Ersten Wiener Schiedsspruchs noch einmal Teil Ungarns. Nach 1945 wurden einige ungarische Einwohner im bisher fast rein magyarischen Dorf ausgesiedelt und Slowaken aus Ungarn, Jugoslawien und Rumänien zogen in das Dorf um. 2001 hatte die Gemeinde eine magyarische Mehrheit (73,6 %) und eine slowakische Minderheit (25,8 %).
1961–1990 war der Ort als Dolný Peter bekannt, da der Attribut „svätý“ (= heilig) in der kommunistischen Tschechoslowakei unerwünscht war.

## Bevölkerung
| Jahr                | 1994 | 2004    | 2014    | 2024    |
| ------------------- | ---- | ------- | ------- | ------- |
| Anzahl der Personen | 2636 | 2611    | 2745    | 2700    |
| Unterschied         |      | −0,94 % | +5,13 % | −1,63 % |

| Jahr                | 2023 | 2024    |
| ------------------- | ---- | ------- |
| Anzahl der Personen | 2708 | 2700    |
| Unterschied         |      | −0,29 % |